# Niro
Niro, pseudonimo di Noureddine Bahri (Blois, 8 luglio 1987), è un rapper francese di origine marocchina.

## Biografia

### Giovinezza e inizi
Nourredine Bahri è cresciuto a Mechra Bel Ksiri, prima di trasferirsi con la sua famiglia nella città di Blois. Ha iniziato a fare rap con il gruppo Récidive e ha interrotto gli studi nel 2007 in una scuola privata cattolica di Blois, dove aveva conseguito il BEP in contabilità.

## Discografia

### Album in studio
- 2014 – Miraculé
- 2015 – Si je me souviens
- 2016 – Or Game
- 2016 – Les autres
- 2017 – OX7
- 2017 – M8RE
- 2018 – Mens rea
- 2020 – Stupéfiant
- 2020 – Sale môme
- 2023 – Taulier
- 2025 – Hayati: du sable et du sang

### Mixtape
- 2012 – Paraplégique
- 2013 – Rééducation